# Nothing Else
 (septembre 2015).
Améliorez-le ou discutez des points à vérifier. 
 (juillet 2009).
Si vous disposez d'ouvrages ou d'articles de référence ou si vous connaissez des sites web de qualité traitant du thème abordé ici, merci de compléter l'article en donnant les références utiles à sa vérifiabilité et en les liant à la section « Notes et références ».
Nothing Else est une chanson écrite par le groupe britannique Archive. Il s'agit du premier single du groupe sorti en 1996. Elle est tirée de l'album Londinium. La chanson a été utilisée comme B.O du film Déjà mort.